# Abbans-Dessous
Abbans-Dessous är en kommun i departementet Doubs i regionen Bourgogne-Franche-Comté i östra Frankrike. Kommunen ligger i kantonen Boussières som tillhör arrondissementet Besançon. År 2022 hade Abbans-Dessous 247 invånare.

## Befolkningsutveckling
Antalet invånare i kommunen Abbans-Dessous
Referens:INSEE